# Prix Amanda
Pour les articles homonymes, voir Amanda.
 (juillet 2017).
Le prix Amanda (en norvégien : Amandaprisen) est un prix décerné chaque année depuis 1985 lors du Festival international du film norvégien à Haugesund, en Norvège.
Il s'agit de l'équivalent norvégien des César et des Oscars.
Le prix est une sculpture, créée par Kristian Kvakland, haute de 30 cm et pesant 2,5 kilogrammes, elle est inspirée d'une légende locale (Amanda était probablement une femme de caractère vivant dans les années 1920 à Haugesund).

## Catégories
Depuis 2005, les prix sont classés en plusieurs catégories :
- Meilleure réalisation
- Meilleur acteur
- Meilleure actrice
- Meilleur film pour enfant
- Meilleur scénario original
- Meilleur court métrage
- Meilleur documentaire
- Meilleur film national
- Meilleur film international

Le prix d'honneur est remis à un cinéaste pour l'ensemble de sa carrière.

## Palmarès par catégorie

### Meilleur film (norvégien)
| Année | Film                                                         | Réalisateur/ Producteur            |
| ----- | ------------------------------------------------------------ | ---------------------------------- |
| 1985  | Orions belte                                                 | Ola Solum                          |
| 1986  | Hustruer - ti år etter (Wives - Ten Years After)             | Anja Breien                        |
| 1987  | X                                                            | Oddvar Einarson                    |
| 1988  | Le Passeur (Ofelas)                                          | Nils Gaup                          |
| 1989  | For harde livet                                              | Sigve Endresen                     |
| 1990  | En håndfull tid                                              | Martin Asphaug                     |
| 1991  | Herman                                                       | Erik Gustavson                     |
| 1992  | Frida - med hjertet i hånden                                 | Berit Nesheim                      |
| 1994  | Hodet over vannet                                            | Nils Gaup                          |
| 1995  | Eggs                                                         | Bent Hamer                         |
| 1996  | Kjærlighetens kjøtere                                        | Hans Petter Moland                 |
| 1997  | Junk Mail (Budbringeren)                                     | Pål Sletaune                       |
| 1998  | Salige er de som tørster                                     | Carl Jørgen Kiønig                 |
| 1999  | Bare skyer beveger stjernene                                 | Torun Lian (en)                    |
| 2000  | S.O.S.                                                       | Thomas Robsahm                     |
| 2001  | Heftig og begeistret                                         | Knut Erik Jensen                   |
| 2002  | Alt om min far                                               | Even Benestad                      |
| 2003  | Kitchen Stories (Salmer fra kjøkkenet)                       | Bent Hamer                         |
| 2004  | Buddy                                                        | Morten Tyldum                      |
| 2005  | Hawaii, Oslo                                                 | Erik Poppe                         |
| 2006  | Libérez Jimmy (Slipp Jimmy fri!)                             | Christopher Nielsen                |
| 2007  | Reprise                                                      | Joachim Trier                      |
| 2008  | Mannen som elsket Yngve                                      | Stian Kristiansen                  |
| 2009  | Max Manus, opération sabotage (Max Manus)                    | Joachim Rønning, Espen Sandberg    |
| 2010  | Upperdog                                                     | Sara Johnsen                       |
| 2011  | Les Révoltés de l'île du Diable (Kongen av Bastøy)           | Marius Holst                       |
| 2012  | Turn Me On! (Få meg på, for faen)                            | Jannicke Systad Jacobsen           |
| 2013  | Som du ser meg                                               | Dag Johan Haugerud                 |
| 2014  | L'Épreuve (Tusen ganger god natt: « Mille fois Bonne nuit ») | Erik Poppe                         |
| 2015  | Børning                                                      | Hallvard Bræin                     |
| 2016  | Bølgen (The Wave)                                            | Martin Sundland et Are Heidenstrøm |
| 2017  | Ultimatum (Kongens nei)                                      | Erik Poppe                         |
| 2018  | La Mauvaise Réputation (Hva vil folk si)                     | Iram Haq                           |
| 2019  | Out Stealing Horses (Ut og stjæle hester)                    | Hans Petter Moland                 |
| 2020  | Barn (Barn)                                                  | Dag Johan Haugerud                 |
| 2021  | Kunstneren og tyven (no) (Kunstneren og tyven)               | Benjamin Ree                       |

### Meilleur réalisateur
Le prix du meilleur réalisateur n'est décerné que depuis 2005.
| Année | Film                                               | Réalisateur                |
| ----- | -------------------------------------------------- | -------------------------- |
| 2005  | Uno                                                | Aksel Hennie               |
| 2006  | Norway of Life                                     | Ola Solum[réf. nécessaire] |
| 2007  | Reprise (Nouvelle Donne)                           | Joachim Trier              |
| 2008  | L'Homme qui aimait Yngve (Mannen som elsket Yngve) | Stian Kristiansen          |
| 2009  | Fatso                                              | Arild Fröhlich             |
| 2010  | Upperdog                                           | Sara Johnsen               |
| 2011  | Hold-up (Nokas)                                    | Erik Skjoldbjærg           |
| 2012  | Oslo, 31 août (Oslo, 31. august)                   | Joachim Trier              |
| 2013  | Som du ser meg                                     | Dag Johan Haugerud         |
| 2014  | Blind                                              | Eskil Vogt                 |
| 2015  | To brødre                                          | Aslaug Holm                |
| 2016  | Louder Than Bombs                                  | Joachim Trier              |
| 2017  | Fluefangeren                                       | Izer Aliu                  |
| 2018  | La Mauvaise Réputation (Hva vil folk si)           | Iram Haq                   |
| 2019  | Out Stealing Horses (Ut og stjæle hester)          | Hans Petter Moland         |

### Meilleur acteur
| Année | Acteur                          | Film                                         |
| ----- | ------------------------------- | -------------------------------------------- |
| 1985  | Helge Jordal                    | Orions belte                                 |
| 1986  | Nils Ole Oftebro                | Du kan da ikke bare gå                       |
| 1987  | Bjørn Sundquist                 | Over grensen                                 |
| 1988  | Erik Hivju                      | Tartuffe                                     |
| 1989  | Reidar Sørensen                 | Himmelplaneten                               |
| 1990  | Sverre Anker Ousdal             | Kreditorene                                  |
| 1991  | Per Sunderland                  | Dødsdansen                                   |
| 1992  | Wilfred Breistrand              | Thomas F's siste nedtegnelse til allmenheten |
| 1993  | Hannu Kivioja                   | Tuhlaajapoika, Finlande                      |
| 1994  | Espen Skjønberg                 | Secondløitnanten                             |
| 1995  | Sverre Hansen et Kjell Stormoen | Eggs                                         |
| 1996  | Bjørn Sundquist                 | Søndagsengler                                |
| 1997  | Robert Skjærstad                | Budbringeren                                 |
| 1998  | Sverre Anker Ousdal             | Blodsbånd                                    |
| 1999  | Ingar Helge Gimle               | Absolutt blåmandag                           |
| 2000  | Bjørn Sundquist                 | Sejer - se deg ikke tilbake                  |
| 2001  | Svein Scharffenberg             | Når nettene blir lange                       |
| 2002  | Robert Stoltenberg              | Borettslaget                                 |
| 2003  | Aksel Hennie                    | Jonny Vang                                   |
| 2004  | Anders Baasmo Christiansen      | Buddy                                        |
| 2005  | Kristoffer Joner                | Naboer                                       |
| 2006  | Trond Fausa Aurvåg              | Norway of Life                               |
| 2007  | Raouf Saraj                     | Vinterland                                   |
| 2008  | Trond Espen Seim                | Varg Veum – Falne engler                     |
| 2009  | Aksel Hennie                    | Max Manus, opération sabotage (Max Manus)    |
| 2010  | Stellan Skarsgård               | En ganske snill mann                         |
| 2011  | Henrik Rafaelsen                | Happy Happy (Sykt lykkelig)                  |
| 2012  | Kristoffer Joner                | Kompani Orheim                               |
| 2013  | Pål Sverre Hagen                | Kon-Tiki                                     |
| 2014  | Aksel Hennie                    | Pioneer (Pionér)                             |
| 2015  | Bjørn Sundquist                 | Her er Harold                                |

### Meilleure actrice
| Année | Actrice                  | Film                                             |
| ----- | ------------------------ | ------------------------------------------------ |
| 1985  | Tone Danielsen           | Det gode mennesket i Sezuan                      |
| 1986  | Anne Marie Ottersen      | Hustruer - ti år etter (Wives - Ten Years After) |
| 1987  | Marianne Krogh           | Fri                                              |
| 1988  | Anne Krigsvoll           | Av måneskinn gror det ingenting                  |
| 1989  | Amanda Ooms              | Karachi                                          |
| 1990  | Camilla Strøm Henriksen  | En håndfull tid                                  |
| 1991  | Lise Fjeldstad           | Dødsdansen                                       |
| 1992  | Anneke von der Lippe     | Krigerens hjerte                                 |
| 1993  | Marie Richardson         | Telegrafisten                                    |
| 1994  | Harriet Andersson        | Høyere enn himmelen                              |
| 1995  | Anneke von der Lippe     | Over stork og stein et Pan                       |
| 1996  | Rut Tellefsen            | Kristin Lavransdatter                            |
| 1997  | Eli Anne Linnestad       | Budbringeren                                     |
| 1998  | Kjersti Elvik            | Salige er de som tørster                         |
| 1999  | Brit Elisabeth Haagensli | Absolutt blåmandag                               |
| 2000  | Kjersti Holmen           | S.O.S. et Sofies verden                          |
| 2001  | Hildegun Riise           | Detektor                                         |
| 2002  | Maria Bonnevie           | Jeg er Dina                                      |
| 2003  | Lena Endre               | Musikk for bryllup og begravelser                |
| 2004  | Ane Dahl Torp            | Svarte penger - hvite løgner                     |
| 2005  | Annika Hallin            | Vinterkyss                                       |
| 2006  | Ane Dahl Torp            | Gymnaslærer Pedersen                             |
| 2007  | Ingrid Bolsø Berdal      | Cold Prey (Fritt Vilt)                           |
| 2008  | Anni-Kristiina Juuso     | La Rébellion de Kautokeino (Kautokeino-opprøret) |
| 2009  | Ellen Dorrit Petersen    | Arild Fröhlich                                   |
| 2010  | Agnieszka Grochowska     | Upperdog                                         |
| 2011  | Line Verndal             | Limbo                                            |
| 2012  | Noomi Rapace             | Babycall                                         |
| 2013  | Laila Goody              | Som du ser meg                                   |
| 2014  | Ellen Dorrit Petersen    | Blind                                            |
| 2015  | Ine Marie Wilmann        | De nærmeste                                      |
| 2016  | Liv Bernhoft Osa         | Pyromaniac (Pyromanen)                           |
| 2017  | Ruby Dagnall             | Rosemari (Rosemari)                              |
| 2018  | Andrea Berntzen          | Utøya, 22 juillet (Utøya 22. juli)               |
| 2019  | Pia Tjelta               | Blind Spot (Blindsone)                           |
| 2020  | Andrea Bræin Hovig       | Håp (Hope, Espoir en Belgique)                   |
| 2021  | Kristine Kujath Thorp    | Ninjababy                                        |

### Meilleur second rôle
Durant certaines années, ce prix était mixte.
| Année | Acteur/Actrice                | Film                             |
| ----- | ----------------------------- | -------------------------------- |
| 1993  | Kjersti Holmen                | Telegrafisten (The Telegraphist) |
| 1998  | Nils Ole Oftebro              | Thranes metode                   |
| 2006  | Talat Hussain                 | Import Eksport                   |
| 2007  | Henrik Mestad                 | Sønner                           |
| 2008  | Espen Skjønberg/Ane Dahl Torp |                                  |

### Meilleur second rôle masculin
| Année | Acteur | Film |
| ----- | ------ | ---- |

- 2008 : Espen Skjønberg pour La Nouvelle vie de Monsieur Horten (O'Horten)
- 2009 : Mads Sjøgård Pettersen pour Nord
- 2010 : Ingar Helge Gimle pour En helt vanlig dag på jobben
- 2011 : Trond Nilssen pour Les Révoltés de l'île du Diable (Kongen av Bastøy)
- 2012 : Jon Øigarden pour Varg Veum – I mørket er alle ulver grå
- 2013 : Fridtjov Såheim pour Victoria
- 2014 : Herbert Nordrum pour Pornopung
- 2015 : Henrik Mestad pour Børning
- 2016 : Oliver Mukata pour Welcome to Norway
- 2017 : Karl Markovics pour Ultimatum (Kongens nei)
- 2018 : Ingar Helge Gimle pour Rett vest
- 2019 : Bjørn Floberg pour Out Stealing Horses (Ut og stjæle hester)
- 2020 : Thorbjørn Harr pour Barn
- 2021 : Nader Khademi pour Ninjababy

### Meilleur second rôle féminin
| Année | Actrice | Film |
| ----- | ------- | ---- |

- 2008 : Ane Dahl Torp dans Lønsj (Pause déjeuner)
- 2009 : Agnes Kittelsen dans Max Manus (Max Manus, opération sabotage)
- 2010 : Gunilla Röör dans Engelen
- 2011 : Lena Endre dans Limbo
- 2012 : Cecilie A. Mosli dans Kompani Orheim
- 2013 : Suzan Illir dans Før snøen faller (Before Snowfall)
- 2014 : Ivan Anderson dans Brev til Kongen (Letter to the King)
- 2015 : Anne Krigsvoll dans Kvinner i for store herreskjorter
- 2016 : Maria Bock dans Hevn
- 2017 : Sarah Francesca Brænne dans The Rules for Everything
- 2018 : Solveig Koløen Birkeland dans Utøya, 22 juillet (Utøya 22. juli)
- 2019 : Maria Bonnevie dans Føniks
- 2020 : Ingvild Holthe Bygdnes dans Tunnelen
- 2021 : Pia Halvorsen dans Den største forbrytelsen

### Meilleur film pour enfants
| Année | Film                         | Réalisateur        |
| ----- | ---------------------------- | ------------------ |
| 1985  | Lars i porten                | Leif Erlsboe       |
| 1986  | Herfra til Tøyen             | Kjersti Paulsen    |
| 1988  | Nattseilere                  | Tor M. Tørstad     |
| 1989  | Frida - med hjertet i hånden | Berit Nesheim      |
| 1990  | Steinen                      | Øivind S. Jorfald  |
| 1991  | Døden på Oslo S              | Eva Isaksen        |
| 2002  | Tiden før Tim                | Anne Marie Nørholm |
| 2003  | Ulvesommer                   | Peder Norlund      |
| 2004  | Bare Bea                     | Petter Næss        |
| 2005  | Venner for livet             | Arne Lindtner Næss |
| 2006  | Pitbullterje                 | Arild Fröhlich     |
| 2007  | Jenter                       | Hanne Myren        |
| 2008  | Mannen som elsket Yngve      | Stian Kristiansen  |

### Meilleur scénario original
| Année | Scénariste                                           | Film                   |
| ----- | ---------------------------------------------------- | ---------------------- |
| 1993  | Erik Clausen, Søren Skjær Sanni Sylvester, John Nehm | De frigjorte, Danemark |
| 2004  | Elsa Kvamme                                          | Fia og klovnene        |
| 2005  | Harald Rosenløw Eeg                                  | Hawaii, Oslo           |
| 2006  | Per Schreiner                                        | Norway of Life         |
| 2007  | Eskil Vogt et Joachim Trier                          | Reprise                |
| 2008  |                                                      |                        |

### Meilleur court-métrage
| Année | Film                          | Réalisateur                                             |
| ----- | ----------------------------- | ------------------------------------------------------- |
| 1985  | Rendezvous                    | Erik Gustavson                                          |
| 1987  | Aske, skodde, støv for vinden | Jannike M. Falk idée et chorégraphie : Kjersti Alveberg |
| 1989  | Den nye kappelanen            | Emil Stang Lund                                         |
| 1990  | Åndedrag                      | Maria Fuglevaag Warsinski                               |
| 1991  | Året gjennom Børfjord         | Morten Skallerud                                        |
| 1994  | Applaus                       | Bent Hamer                                              |
| 1995  | Dypets ensomhet               | Joachim Solum/Thomas Lien                               |
| 1996  | Eremittkrepsen                | Tove Cecilie Sverdrup                                   |
| 1997  | En mann                       | Eva F. Dahr                                             |
| 1998  | Huset på Kampen               | Pjotr Sapegin                                           |
| 1999  | Tann for tann                 | Emil Stang Lund                                         |
| 2000  | Uanmeldt hopper               | John Alfheim og Martin Slaatto                          |
| 2001  | Første akt                    | Alexander Eik                                           |
| 2002  | Aria                          | Pjotr Sapegin                                           |
| 2003  | Alt i alt                     | Torbjørn Skårild                                        |
| 2004  | En søndag i Schweigaardsgate  | Charlotte Blom                                          |
| 2005  | Bawke                         | Hisham Zaman                                            |
| 2006  | Alene menn sammen             | Trond Fausa Aurvåg                                      |
| 2007  | Janus                         | Linda Fagerli Sæthren                                   |
| 2008  | Varde                         |                                                         |

### Meilleur documentaire
| Année | Film                                  | Réalisateur                        |
| ----- | ------------------------------------- | ---------------------------------- |
| 1986  | Finnmark mellom øst og vest           | Knut Erik Jensen                   |
| 1987  | Lenger inne, der ingen andre går      | Hans E. Voktor                     |
| 1988  | Olje                                  | Bjørn Nilsen et Ted Brocklebank    |
| 1989  | For harde livet                       | Sigve Endresen                     |
| 1990  | Metropolis-programmene                | Morten Thomte                      |
| 1991  | Svett glamour                         | Alexander Røsler                   |
| 1993  | Tanjuska och de sju djävlorna         | Pirjo Honkasalo, Finlande          |
| 1995  | Mørketid - kvinners møte med nazismen | Karoline Frogner                   |
| 1997  | Liv Ullmann - scener fra et liv       | Edvard Hambro                      |
| 1998  | Leve blant løver                      | Sigve Endresen                     |
| 1999  | Dei mjuke hendene                     | Margreth Olin                      |
| 2000  | Noen spørsmål om boksing              | Beate Grimsrud et Stefan Wrenfelt  |
| 2001  | Heftig og begeistret                  | Knut Erik Jensen                   |
| 2002  | Kroppen min                           | Margreth Olin                      |
| 2003  | Et steinkast unna                     | Line Halvorsen                     |
| 2004  | Home of the Brave, Land of the Free   | John Sullivan et Gard Andreassen   |
| 2005  | Evig din                              | Monica Csango                      |
| 2007  | Jenter                                | Hanne Myren                        |
| 2008  | Blod & ære                            | Håvard Bustnes                     |
| 2009  | Moderne slaveri                       | Thomas Robsahm et Tina Davis       |
| 2010  | Brødre i krig                         | Øystein Rakkenes                   |
| 2011  | Reunion – ti år etter krigen (no)     | Jon Haukeland                      |
| 2012  | Folk ved fjorden                      | Øyvind Sandberg                    |
| 2013  | De andre                              | Margreth Olin                      |
| 2014  | Light Fly, Fly High                   | Susann Østigaard et Beathe Hofseth |
| 2016  | Barneraneren (no)                     | Jon Haukeland                      |
| 2022  | Nattebarn                             | Peter Aaberg et Sverre Kvamme      |

### Meilleur film (international)
| Année | Film                                       | Réalisateur          |
| ----- | ------------------------------------------ | -------------------- |
| 1985  | Amadeus                                    | Miloš Forman         |
| 1986  | Ran                                        | Akira Kurosawa       |
| 1987  | Down by Law                                | Jim Jarmusch         |
| 1988  | Dirty Dancing                              | Emile Ardolino       |
| 1989  | Bagdad Café                                | Percy Adlon          |
| 1990  | Distant Voices, Still Lives                | Terence Davies       |
| 1991  | Ju Dou                                     | Zhang Yimou          |
| 1992  | Il capitano                                | Jan Troell           |
| 1993  | The Crying Game                            | Neil Jordan          |
| 1994  | La Liste de Schindler                      | Steven Spielberg     |
| 1995  | Forrest Gump                               | Robert Zemeckis      |
| 1996  | Le Facteur                                 | Michael Radford      |
| 1997  | Independence Day                           | Roland Emmerich      |
| 1998  | Titanic                                    | James Cameron        |
| 1999  | Fucking Åmål                               | Lukas Moodysson      |
| 2000  | American Beauty                            | Sam Mendes           |
| 2001  | Billy Elliot                               | Stephen Daldry       |
| 2002  | Le Fabuleux Destin d'Amélie Poulain        | Jean-Pierre Jeunet   |
| 2003  | The Hours                                  | Stephen Daldry       |
| 2004  | Le Seigneur des anneaux : Le Retour du roi | Peter Jackson        |
| 2005  | La Chute                                   | Oliver Hirschbiegel  |
| 2006  | Walk the Line                              | James Mangold        |
| 2007  | Les Infiltrés                              | Martin Scorsese      |
| 2008  | There Will Be Blood                        | Paul Thomas Anderson |
| 2009  | Slumdog Millionaire                        | Danny Boyle          |
| 2010  | Le Ruban blanc                             | Michael Haneke       |
| 2011  | Another Year                               | Mike Leigh           |
| 2012  | Drive                                      | Nicolas Winding Refn |
| 2013  | Sugar Man                                  | Malik Bendjelloul    |
| 2014  | La grande bellezza                         | Paolo Sorrentino     |

### The Amanda Committee's Golden Clapper (récompense technique)
| Année | Récipiendaire            |
| ----- | ------------------------ |
| 1990  | Eli Skolmen Ryg          |
| 1991  | Knut Andersen            |
| 1992  | Eilert Stensby           |
| 1994  | Unni Straume             |
| 1995  | Madeleine Fant           |
| 1996  | Karl Juliusson           |
| 1997  | Erling Thurmann-Andersen |
| 1998  | Siw Järbyn               |
| 1999  | Randall Meyer            |
| 2000  | Pål Gengenbach           |
| 2001  | Mongoland                |
| 2002  | John Erik Kaada          |
| 2003  | Billy Johanson           |
| 2004  | Morten Skallerud         |
| 2005  | Jan Lindvik              |
| 2006  | Binne Thoresen           |
| 2007  | Aslaug Holm              |
| 2008  |                          |

### The Amanda Committee's Honorary Award
| Année | Récipiendaire                           |
| ----- | --------------------------------------- |
| 1985  | Bjørn Breigutu                          |
| 1986  | Arne Skouen                             |
| 1987  | Jack Fjeldstad                          |
| 1988  | Per Aabel                               |
| 1989  | Erik Borge et Erik Diesen               |
| 1990  | Henki Kolstad                           |
| 1991  | Wenche Foss, Arve Opsahl et Leif Juster |
| 1992  | Liv Ullmann                             |
| 1993  | Bille August, Danemark                  |
| 1994  | Edith Carlmar                           |
| 1995  | Ivo Caprino et Bjarne Sandemose         |
| 1996  | Nils R. Müller                          |
| 1997  | Knut Bohwim et Aud Schønemann           |
| 1998  | Egil Monn-Iversen                       |
| 1999  | Toralv Maurstad                         |
| 2000  | Bjørn Sundquist                         |
| 2001  | Kari Simonsen                           |
| 2002  | Rolv Wesenlund et Pål Bang Hansen       |
| 2003  | John M. Jacobsen                        |
| 2004  | Espen Skjønberg                         |
| 2005  | Anja Breien                             |
| 2006  | Jorunn Kjellsby                         |
| 2007  | Knut Andersen                           |
| 2008  | Knut Erik Jensen                        |

### Prix du public
| Année | Film                                             | Réalisateur                       |
| ----- | ------------------------------------------------ | --------------------------------- |
| 2007  | Cold Prey (Fritt Vilt)                           | Roar Uthaug                       |
| 2008  | La Rébellion de Kautokeino (Kautokeino-opprøret) | Nils Gaup                         |
| 2009  | Max Manus, opération sabotage (Max Manus)        | Joachim Rønning, Espen Sandberg   |
| 2010  | Engelen                                          | Margreth Olin                     |
| 2011  | The Troll Hunter (Trolljegeren)                  | André Øvredal                     |
| 2012  | Headhunters (Hodejegerne)                        | Morten Tyldum                     |
| 2013  | Kon-Tiki                                         | Joachim Rønning et Espen Sandberg |
| 2014  | Le Secret du Ragnarok                            | Mikkel B. Sandemose               |